# Бекарда чорноголова
Бекарда чорноголова (Tityra inquisitor) — вид горобцеподібних птахів родини бекардових (Tityridae).

## Поширення
Вид мешкає в лісах від Мексики, через Центральну Америку, до північно-західної та центральної частин Південної Америки (на південь до Парагваю). Його природним середовищем існування є субтропічні або тропічні вологі низинні ліси та сильно деградовані колишні ліси.

## Підвиди
Таксон включає 6 підвидів:
- Tityra inquisitor fraseii (Kaup, 1852) ;
- Tityra inquisitor albitorques Du Bus de Gisignies, 1847 ;
- Tityra inquisitor buckleyi Salvin & Godman, 1890 ;
- Tityra inquisitor erythrogenys (Selby, 1826) ;
- Tityra inquisitor pelzelni Salvin & Godman, 1890 ;
- Tityra inquisitor inquisitor (Lichtenstein, 1823).